# Callibotys hyalodiscalis
Callibotys hyalodiscalis is een vlinder van de familie van de grasmotten (Crambidae). De wetenschappelijke naam van deze soort is voor het eerst voorgesteld als Rhectothyris hyalodiscalis door William Warren in een publicatie uit 1895.
De soort komt voor in India (Meghalaya).